# جيروم لورانس
جيروم لورانس (بالإنجليزية: Jerome Lawrence)‏ هو واضع كلمات الأوبرا وكاتب مسرحي أمريكي، ولد في 14 يوليو 1915 في كليفلاند في الولايات المتحدة، وتوفي في 29 فبراير 2004 في ماليبو في الولايات المتحدة بسبب سكتة.

## وصلات خارجية
- جيروم لورانس على موقع IMDb (الإنجليزية)
- جيروم لورانس على موقع ميوزك برينز (الإنجليزية)
- جيروم لورانس على موقع تيرنر كلاسيك موفيز (الإنجليزية)
- جيروم لورانس على موقع أول موفي (الإنجليزية)
- جيروم لورانس على موقع قاعدة بيانات برودواي على الإنترنت (الإنجليزية)
- جيروم لورانس على موقع إن إن دي بي (الإنجليزية)
- جيروم لورانس على موقع قاعدة بيانات الفيلم (الإنجليزية)